# Guelph Storm
Die Guelph Storm sind eine Eishockeymannschaft aus Guelph, Ontario, Kanada, die seit 1991 in der Ontario Hockey League spielt. Die Heimspiele der Mannschaft werden im Sleeman Centre ausgetragen. Zuvor war das Franchise als Toronto Marlboros und Dukes of Hamilton aktiv gewesen.

## Geschichte

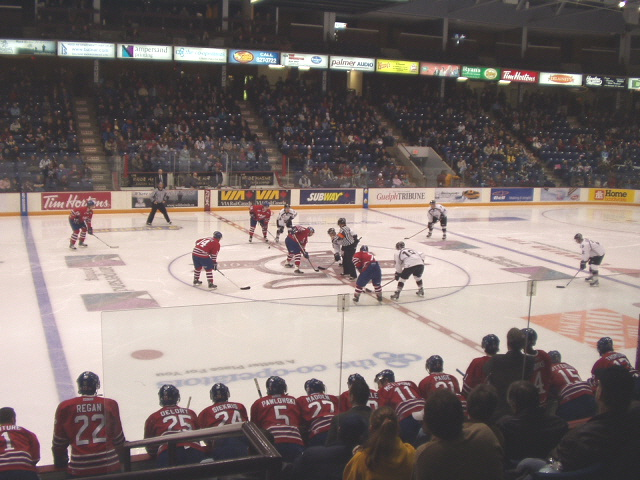
Heimspiel der Guelph Storm, Februar 2006

Das Franchise wurde Anfang des 20. Jahrhunderts als Toronto Marlboros gegründet und zog 1989 nach Hamilton um. Nach dem Umzug spielte die Mannschaft bis 1991 als Dukes of Hamilton, bevor sie erneut umzog. Seitdem spielt sie als Guelph Storm in der OHL. In den Anfangsjahren hatte die Mannschaft noch keinen Erfolg in der Juniorenliga. Erst in der Saison 1994/95 erreichten sie das erste Mal den Gewinn ihrer Division. Folgerichtig wurde der damalige Trainer der Storm, Craig Hartsburg, als Trainer des Jahres der OHL und CHL ausgezeichnet. Bedeutende Spieler der frühen 1990er Jahre waren Jeff O’Neill und Todd Bertuzzi.
Die Guelph Storm erreichten sowohl 1995, als auch 1996 das Playoff-Finale der OHL. 1996 qualifizierte sich die Mannschaft zudem für das Turnier um den Memorial Cup, da sie im OHL-Playoff-Finale auf den Gastgeber des Pokalturniers, die Peterborough Petes, trafen. Zwei Jahre später gewann die Mannschaft ihren ersten J. Ross Robertson Cup und nahm wiederum am Turnier um den Memorial Cup teil, verlor das Finale aber gegen die Portland Winter Hawks. 2000 zog das Franchise aus den alten Guelph Memorial Gardens in das Guelph Sports and Entertainment Centre, das heute Sleeman Centre heißt. 2002 waren die Storm Gastgeber des Turniers um den Memorial Cup. Weitere zwei Jahre später wurde die Mannschaft aus Guelph erneut Meister der OHL und nahm erneut am Memorial Cup teil.

## Logos

Logo von 1991 bis 1995

## Meistertitel
Die Guelph Storm haben seit 1991 an vier Turnieren um den Memorial Cup teilgenommen, konnten den Pokal aber nie gewinnen. Zudem gewann die Mannschaft zweimal den J. Ross Robertson Cup, dreimal die Hamilton Spectator Trophy und vier Divisionstitel.
- Memorial Cup
  - 1996: 4. Platz
  - 1998: Niederlage im Finale gegen die Portland Winter Hawks
  - 2002: 4. Platz
  - 2004: 4. Platz
  - 2014: 2. Platz

- J. Ross Robertson Cup
  - 1995: Niederlage gegen die Detroit Junior Red Wings
  - 1996: Niederlage gegen die Peterborough Petes
  - 1998: Meister, Sieg gegen die Ottawa 67’s
  - 2004: Meister, Sieg gegen die Mississauga IceDogs
  - 2014: Meister, Sieg gegen die North Bay Battalion
  - 2019: Meister, Sieg gegen die Ottawa 67’s

- Wayne Gretzky Trophy
  - 2003/04: Meister der Western Conference
  - 2013/14: Meister der Western Conference
  - 2018/19: Meister der Western Conference

- Hamilton Spectator Trophy
  - 1994–95 47 Siege, 5 Unentschieden, 97 Punkte
  - 1995–96 45 Siege, 5 Unentschieden, 95 Punkte
  - 1997–98 42 Siege, 6 Unentschieden, 90 Punkte
  - 2013–14 52 Siege, 12 Niederlagen, 108 Punkte

- Divisionstitel
  - 1994–95 Emms Trophy, Central Division
  - 1995–96 Emms Trophy, Central Division
  - 1997–98 Emms Trophy, Central Division
  - 1998–99 Holody Trophy, Midwest Division
  - 2013–14 Holody Trophy, Midwest Division

## Trainer
| Craig Hartsburg gewann die Matt Leyden Trophy der Saison 1994/95 als Trainer des Jahres der OHL und gewann letztendlich auch die Wahl zum CHL Trainer des Jahres. Dave Barr trainierte die Mannschaft von 2004 bis 2008 und gewann 2006 die Matt Leyden Trophy. Später arbeitete er unter anderem als Assistenztrainer der Colorado Avalanche, Minnesota Wild und New Jersey Devils. | - 1991–1992: Ron Ivany, Mike Kelly, Bill LaForge - 1992–1994: John Lovell - 1994–1995: Craig Hartsburg - 1995–1997: E. J. McGuire - 1997–1998: George Burnett - 1998–1999: Geoff Ward | - 1999–2000: Paul Gillis - 2000–2002: Jeff Jackson - 2002–2003: J. Jackson, S. Camp - 2003–2004: Shawn Camp - 2004–2008: Dave Barr - 2008–2010: Jason Brooks - seit 2010: Scott Walker |

## Bekannte Spieler

### Preisträger
- 1992 – Jeff O’Neill, Jack Ferguson Award (First Overall draft pick) und Emms Family Award (Rookie of the Year)
- 1993/94 – Jeff O’Neill, CHL Top Draft Prospect Award
- 1994/95 – Jamie Wright, Bobby Smith Trophy
- 1994/95 – Mark McArthur & Andy Adams, Dave Pinkney Trophy (Niedrigster Gegentorschnitt)
- 1995/96 – Dan Cloutier & Brett Thompson, Dave Pinkney Trophy
- 1995/96 – Brett Thompson, F. W. „Dinty“ Moore Trophy (Niedrigster Gegentorschnitt eines Rookies)
- 1995/96 – Jeff Williams, William Hanley Trophy
- 1997/98 – Manny Malhotra, Bobby Smith Trophy
- 2000/01 – Craig Anderson, OHL Goaltender of the Year (Torhüter des Jahres)
- 2000/01 – Dustin Brown, Bobby Smith Trophy
- 2001/02 – Dustin Brown, Bobby Smith Trophy
- 2002/03 – Dustin Brown, CHL Scholastic Player of the Year und Bobby Smith Trophy (Scholastic Player of the Year)
- 2003/04 – Martin St. Pierre, Leo Lalonde Memorial Trophy
- 2003/04 – Martin St. Pierre, Wayne Gretzky 99 Award (MVP der Playoffs)
- 2005/06 – Ryan Callahan, Leo Lalonde Memorial Trophy
- 2007/08 – Drew Doughty, Max Kaminsky Trophy (Bester Verteidiger)

### Gesperrte Nummern
18 – Die Nummer von Paul Fendley, einem ehemaligen Spieler der Guelph CMC's, der bei einem Unfall im Guelph Memorial Gardens 1972 ums Leben kam, wurde seitdem an keinen Spieler der Guelph CMC's, Guelph Platers oder Guelph Storm vergeben.

### Spieler in der NHL
Folgende Spieler der Guelph Storm haben bisher in der National Hockey League gespielt:
- Craig Anderson
- Éric Beaudoin
- Chris Beckford-Tseu
- Ken Belanger
- Todd Bertuzzi
- Tyler Bertuzzi
- Dustin Brown
- Ryan Callahan
- Ben Chiarot
- Dan Cloutier
- Sylvain Cloutier
- Jeff Cowan
- Kevin Dallman
- Jason Dickinson
- Aaron Downey
- Robby Fabbri
- Paul Gillis
- Daniel Girardi
- Chris Hajt
- Ben Harpur
- Dwayne Hay
- Greg Jacina
- Cam Janssen
- Manny Malhotra
- Kent McDonell
- Brock McGinn
- Brian McGrattan
- Rumun Ndur
- Jeff O’Neill
- Daniel Paille
- Richard Pánik
- Ryan Parent
- Mike Prokopec
- Matt Ryan
- Garret Sparks
- Martin St. Pierre
- Charlie Stephens
- Alek Stojanov
- Pius Suter
- Nick Suzuki
- Danny Taylor
- Fjodor Tjutin
- Ryan VandenBussche
- Herberts Vasiļjevs
- Brian Wesenberg
- Brian Willsie
- Jamie Wright

## Spielzeiten
| Saison  | GP | W  | L  | T  | OTL | SOL | P   | P %    | GF  | GA  | Platzierung | Play-offs                            |
| 1991–92 | 66 | 4  | 51 | 11 | –   | –   | 19  | 0.1440 | 235 | 425 | 8. Emms     | nicht qualifiziert                   |
| 1992–93 | 66 | 27 | 33 | 6  | –   | –   | 60  | 0.455  | 298 | 360 | 7. Emms     | 1. Runde                             |
| 1993–94 | 66 | 32 | 28 | 6  | –   | –   | 70  | 0.530  | 323 | 290 | 3. Emms     | Divisions-Halbfinale                 |
| 1994–95 | 66 | 47 | 14 | 5  | –   | –   | 99  | 0.750  | 330 | 200 | 1. Central  | Finale                               |
| 1995–96 | 66 | 45 | 16 | 5  | –   | –   | 95  | 0.720  | 297 | 186 | 1. Central  | Finale, Memorial-Cup-Teilnahme       |
| 1996–97 | 66 | 35 | 25 | 6  | –   | –   | 78  | 0.576  | 300 | 251 | 2. Central  | Halbfinale                           |
| 1997–98 | 66 | 42 | 18 | 6  | –   | –   | 90  | 0.682  | 263 | 189 | 1. Central  | OHL-Meister, Finale des Memorial Cup |
| 1998–99 | 68 | 44 | 22 | 2  | –   | –   | 90  | 0.662  | 300 | 218 | 1. Midwest  | Halbfinale                           |
| 1999–00 | 68 | 29 | 34 | 4  | 1   | –   | 63  | 0.456  | 250 | 256 | 4. Midwest  | Viertelfinale                        |
| 2000–01 | 68 | 34 | 23 | 9  | 2   | –   | 79  | 0.566  | 227 | 205 | 2. Midwest  | Viertelfinale                        |
| 2001–02 | 68 | 41 | 22 | 4  | 1   | –   | 87  | 0.596  | 246 | 218 | 2. Midwest  | Halbfinale, 4. Platz Memorial Cup    |
| 2002–03 | 68 | 29 | 28 | 9  | 2   | –   | 69  | 0.493  | 217 | 208 | 3. Midwest  | Halbfinale                           |
| 2003–04 | 68 | 49 | 14 | 5  | 0   | –   | 103 | 0.757  | 276 | 182 | 2. Midwest  | OHL-Meister, 4. Platz Memorial Cup   |
| 2004–05 | 68 | 23 | 34 | 10 | 1   | –   | 57  | 0.412  | 167 | 189 | 5. Midwest  | Viertelfinale                        |
| 2005–06 | 68 | 40 | 24 | –  | 1   | 3   | 84  | 0.618  | 232 | 206 | 3. Midwest  | Finale                               |
| 2006–07 | 68 | 33 | 23 | –  | 3   | 9   | 78  | 0.574  | 215 | 200 | 3. Midwest  | Viertelfinale                        |
| 2007–08 | 68 | 34 | 25 | –  | 5   | 4   | 77  | 0.566  | 213 | 187 | 3. Midwest  | Halbfinale                           |
| 2008–09 | 68 | 35 | 26 | –  | 4   | 3   | 77  | 0.566  | 226 | 209 | 2. Midwest  | Viertelfinale                        |
| 2009–10 | 68 | 35 | 29 | –  | 3   | 1   | 74  | 0.544  | 242 | 255 | 3. Midwest  | Viertelfinale                        |
| 2010–11 | 68 | 34 | 27 | –  | 4   | 3   | 75  | 0.551  | 249 | 258 | 4. Midwest  | Viertelfinale                        |
| 2011–12 | 68 | 31 | 31 | –  | 2   | 4   | 68  | 0.500  | 234 | 238 | 4. Midwest  | Viertelfinale                        |
| 2012–13 | 68 | 39 | 23 | –  | 2   | 4   | 84  | 0.618  | 253 | 210 | 4. Midwest  | Viertelfinale                        |
| 2013–14 | 68 | 52 | 12 | –  | 2   | 2   | 108 | 0.794  | 340 | 191 | 1. Midwest  | OHL-Meister, Finale des Memorial Cup |
| 2014–15 | 68 | 38 | 26 | –  | 2   | 2   | 80  | 0.588  | 237 | 237 | 3. Midwest  | Halbfinale                           |
| 2015–16 | 68 | 13 | 49 | –  | 4   | 2   | 32  | 0.235  | 156 | 297 | 5. Midwest  | nicht qualifiziert                   |

 GP = Spiele, W = Siege, L = Niederlagen, T = Unentschieden, OTL = Overtime-Niederlagen, SOL = Shutout-Niederlagen, P= Punkte, GF = Tore, GA = Gegentore

## Teamrekorde
| Reguläre Saison    |       |         |
| Statistik          | Total | Saison  |
| Punkte             | 103   | 2003/04 |
| Siege              | 49    | 2003/04 |
| Meiste Tore        | 330   | 1994/95 |
| Wenigste Tore      | 167   | 2004/05 |
| Wenigste Gegentore | 182   | 2003/04 |
| Meiste Gegentore   | 425   | 1991/92 |

| Individuelle Rekorde                       |                 |       |                 |
| Statistik                                  | Spieler         | Total | Saison          |
| Tore                                       | Todd Bertuzzi   | 54    | 1994/95         |
| Assists                                    | Jeff O’Neill    | 81    | 1993/94 1994/95 |
| Punkte                                     | Jeff O’Neill    | 126   | 1993/94         |
| Punkte, Rookie                             | Jeff O’Neill    | 79    | 1992/93         |
| Punkte, Verteidiger                        | Kevin Dallman   | 86    | 2001/02         |
| GegentorschnittT                           | Thomas McCollum | 2.39  | 2006/07         |
| TTorhüter mit mindestens 1500 Spielminuten |                 |       |                 |

## Heimspielstätte
Nach dem Umzug nach Guelph benutzte das Franchise zunächst die Guelph Memorial Gardens für seine Heimspiele, bevor 2000 das Guelph Sports and Entertainment Centre eröffnet wurde. Dieses bietet 11785 Zuschauern Platz, davon entfallen 4685 auf Sitzplätze. Später wurde die Eishalle in Sleeman Centre umbenannt.